# Volken
Volken är en ort och kommun i distriktet Andelfingen i kantonen Zürich, Schweiz. Kommunen har 384 invånare (2023).